# Адріане Лопес
Адріане Лопес — бразильський політик і юрист, 65-й мер міста Кампо-Гранде з 2 квітня 2022.

## Життєпис
Народилася в Гранде-Ріос, у внутрішній частині Парани в Бразилії, вона переїхала в Кампу-Гранді в Мату-Гросу-ду-Сул зі своєю сім'єю, коли їй було 9 років.
Має диплом юриста та богослов’я, аспірантуру за спеціальністю «Державне управління та управління містом». Вона також є тренером і провідним тренером Бразильського інституту коучингу.
Почала працювати з продажу морозива для оплати юридичного факультету, була юристом, чотири роки пропрацювала в Державному агентстві з управління пенітенціарною системою.
Також розробила декілька соціальних проектів. Вона була обрана віце-мером на два терміни і тепер обіймає префектуру Кампо-Гранде. Адріана одружена з депутатом штату Лідіо Лопес і має двох дітей. Була заступником мера Кампо-Гранде з 1 січня 2017 року по 1 квітня 2022 року, коли допомагала розвивати проекти, спрямовані на соціальну допомогу.
2 квітня 2022 року  вона стала мером Кампо-Гранде.    

## 3овнішні посилання
- Офіційний сайт (in Portuguese)
- Адріане Лопес у соцмережі «Facebook»
- Адріане Лопес  у соцмережі «Instagram»